# Pilisszentiván
Pilisszentiván es un pueblo húngaro perteneciente al distrito de Pilisvörösvár, condado de Pest.

## Superficie
Cuenta con una superficie de 8,12 km².

## Demografía
Hasta 2024 la población era de 4285 habitantes, con una densidad de población de 527,70 hab/km².
| Gráfica de evolución demográfica de Pilisszentiván entre 2020 y 2024 |
|                                                                      |
| Datos según la Oficina Central de Estadística de Hungría.            |